# 사우디 프로리그 2016-17
사우디 프로리그 2016-17(또는 메인 스폰서의 이름을 따 자밀 리그)은 사우디 아라비아 최상위 리그의 41번째 시즌이다. 시즌은 2016년 8월 11일 개막해서 2017년 5월 4일 막을 내렸다.
지난 2015-16 시즌 하위 리그에서 알에티파크와 알바틴이 승격하여 참가하게 되었다.
시즌 진행 결과, 알힐랄이 14번째 트로피를 들어올리며 우승을 차지했다. 전년도 우승팀인 알아흘리는 준우승을 차지하였다.

## 2016-17 시즌 참가 클럽
사우디아라비아 1부 리그 2015-16 시즌 알모지젤이 알질을 꺾고 우승을 차지하며, 사상 최초로 사우디 프로리그로의 승격에 성공하였다. 그러나 이내 알모지젤의 승부조작 가담이 밝혀졌고, 사우디아라비아 축구 연맹에 의해 3부 리그로 강등되었다. 빈자리는 알바틴 FC가 대신해서 승격하였다.
| 구단       | 연고지        | 경기장                             | 수용인원 |
| ---------- | ------------- | ---------------------------------- | -------- |
| 알나스르   | 리야드        | 킹 파흐드 국제경기장               | 62,685   |
| 알라에드   | 부라이다흐    | 킹 압둘라 스포츠 시티 스타디움     | 23,600   |
| 알바틴     | 하파르 알바틴 | 알바틴 클럽 스타디움               | 6,000    |
| 알샤바브   | 리야드        | 킹 파흐드 국제경기장               | 62,685   |
| 알아흘리   | 지다          | 킹 압둘라 스포츠 시티              | 62,000   |
| 알에티파크 | 담맘          | 프린스 모하메드 빈 파흐드 스타디움 | 21,701   |
| 알웨흐다   | 메카          | 킹 압둘 아지즈 스타디움            | 33,195   |
| 알이티하드 | 지다          | 킹 압둘라 스포츠 시티              | 62,000   |
| 알카디시야 | 코바르        | 프린스 사우드 빈 잘라위 스타디움   | 11,000   |
| 알칼리지   | 사이하트      | 프린스 사우드 빈 잘라위 스타디움   | 11,000   |
| 알타아원   | 부라이다흐    | 킹 압둘라 스포츠 시티 스타디움     | 23,600   |
| 알파이살리 | 하르마흐      | 킹 살만 스포츠 시티 스타디움       | 5,200    |
| 알파테     | 알하사        | 프린스 압둘라 빈 잘라위 스타디움   | 19,096   |
| 알힐랄     | 리야드        | 킹 파흐드 국제경기장               | 62,685   |

## 순위
| 순위 | 팀                     | 경기 | 승 | 무 | 패 | 득 | 실 | 차  | 승점 | 참가 자격 및 강등              |
| ---- | ---------------------- | ---- | -- | -- | -- | -- | -- | --- | ---- | ------------------------------ |
| 1    | 알힐랄 (C) (Q)         | 26   | 21 | 3  | 2  | 63 | 16 | +47 | 66   | AFC 챔피언스리그 조별 리그     |
| 2    | 알아흘리 (Q)           | 26   | 17 | 4  | 5  | 57 | 30 | +27 | 55   | AFC 챔피언스리그 조별 리그     |
| 3    | 알나스르               | 26   | 16 | 4  | 6  | 44 | 25 | +19 | 52   |                                |
| 4    | 알이티하드             | 26   | 17 | 4  | 5  | 57 | 37 | +20 | 55   |                                |
| 5    | 알라에드               | 26   | 11 | 2  | 13 | 37 | 47 | -10 | 35   |                                |
| 6    | 알샤바브               | 26   | 8  | 9  | 9  | 28 | 32 | -4  | 33   |                                |
| 7    | 알타아원               | 26   | 9  | 4  | 13 | 33 | 40 | -7  | 31   |                                |
| 8    | 틀:축구단 알파테       | 26   | 7  | 8  | 11 | 33 | 39 | -6  | 29   |                                |
| 9    | 알파이살리             | 26   | 6  | 10 | 10 | 30 | 41 | -11 | 28   |                                |
| 10   | 알카디시야             | 26   | 6  | 10 | 10 | 38 | 38 | 0   | 28   |                                |
| 11   | 알이티파크             | 26   | 7  | 6  | 13 | 31 | 45 | -14 | 27   |                                |
| 12   | 알바틴                 | 26   | 6  | 8  | 12 | 31 | 43 | -12 | 26   | 강등 플레이오프                |
| 13   | 틀:축구단 알칼리지 (R) | 26   | 5  | 8  | 13 | 32 | 51 | -19 | 23   | 사우디아라비아 1부 리그로 강등 |
| 14   | 알웨흐다 헤지스 (R)    | 26   | 5  | 2  | 19 | 35 | 65 | -30 | 17   | 사우디아라비아 1부 리그로 강등 |

## 외국인 선수 명단
사우디 프로리그는 4명의 외국인 선수를 보유할 수 있으며, 외국인 골키퍼는 등록할 수 없다.
| 구단       | 선수 1              | 선수 2             | 선수 3                 | 선수 4                |
| ---------- | ------------------- | ------------------ | ---------------------- | --------------------- |
| 알나스르   | 브루누 우비니       | 이반 토메차크      | 마린 토마소프          | 빅토르 아얄라         |
| 알라에드   | 아드리아누 아우베스 | 다니에우 아모라    | 반데르 루이스          | 이스마엘 방구라       |
| 알바틴     | 타라바이            | 존나탄             | 조르지 산투스          | 윌리앙 아우베스       |
| 알샤바브   | 이베르치            | 자멜 벤람리        | 모하메드 벤예투        | 사이프 알하샨         |
| 알아흘리   | 오마르 알소마       | 모하메드 압델샤피  | 사드 압둘아미르        | 요아니스 페트파치디스 |
| 알에티파크 | 후안미 카예혼       | 모하메드 코피      | 아미누 부바            | 마이클 에네라모       |
| 알웨흐다   | 아흐메드 마그디     | 셰리프 하젬        | 토릭 제브린            | 아돌포 리마           |
| 알이티하드 | 카를로스 비야누에바 | 마흐무드 카흐라바  | 아흐메드 아카이치      | 파하드 알안사리       |
| 알카디시야 | 비스마르크          | 에우통             | 패트릭 프라이데이 이즈 | 아흐메드 알데피리     |
| 알칼리지   | 잔드종              | 아다마 프랑수아    | 부바카르 포파나        | 이스마엘 디아키테     |
| 알타아원   | 히카르두 마샤두     | 무니르 엘 함다우이 | 루치안 슨머르테안      | 제하드 알후세인       |
| 알파이살리 | 루이지뉴            | 이고르 호시        | 마르틴 말로차          | 미르세아 악센테       |
| 알파테     | 산드루 마노에우     | 우크라             | 압델카데르 우에슬라티  | 람제드 체후디         |
| 알힐랄     | 카를루스 에두아르두 | 레오 보타니니      | 니콜라스 밀레시        | 오마르 크르빈         |

## 시즌 통계

### 득점 순위
| 순위 | 이름                | 클럽       | 골 |
| ---- | ------------------- | ---------- | -- |
| 1    | 오마르 알소마       | 알아흘리   | 24 |
| 2    | 이스마엘 방구라     | 알라에드   | 18 |
| 3    | 마흐무드 카흐라바   | 알이티하드 | 16 |
| 3    | 무크타르 팔라타     | 알웨흐다   | 16 |
| 5    | 카를루스 에두아르두 | 알힐랄     | 12 |
| 5    | 레오 보타니니       | 알힐랄     | 12 |
| 5    | 잔드종 두스 산투스  | 알칼리지   | 12 |
| 5    | 조르지 산투스       | 알바틴     | 12 |

## 수상

### 개인 수상
| 수상 내역   | 수상자 | 소속 |
| ----------- | ------ | ---- |
| 리그 MVP    |        |      |
| 올해의 루키 |        |      |

## 관중수

### By team
| 순위 | 구단       | 총 관중 | 최대   | 최소  | 평균   |
| ---- | ---------- | ------- | ------ | ----- | ------ |
| 1    | 알이티하드 | 330,291 | 53,661 | 6,686 | 25,407 |
| 2    | 알아흘리   | 268,951 | 51,659 | 2,241 | 20,689 |
| 3    | 알아흘리   | 268,951 | 51,659 | 2,241 | 20,689 |
| 4    | 알나스르   | 99,258  | 27,181 | 1,422 | 7,635  |
| 5    | 알라에드   | 75,953  | 15,192 | 1,723 | 5,843  |
| 6    | 알타아원   | 65,329  | 11,966 | 2,404 | 5,025  |
| 7    | 알에티파크 | 48,976  | 14,640 | 506   | 3,767  |
| 8    | 알파테     | 43,989  | 8,071  | 1,097 | 3,384  |
| 9    | 알샤바브   | 36,407  | 12,815 | 525   | 2,801  |
| 10   | 알바틴     | 33,921  | 5,222  | 473   | 2,609  |
| 11   | 알카디시야 | 22,341  | 5,820  | 63    | 1,719  |
| 12   | 알웨흐다   | 20,284  | 5,006  | 276   | 1,560  |
| 13   | 알칼리지   | 14,813  | 5,242  | 103   | 1,139  |
| 14   | 알파이살리 | 9,882   | 2,506  | 204   | 760    |